# Johanneskirche (Manfort)

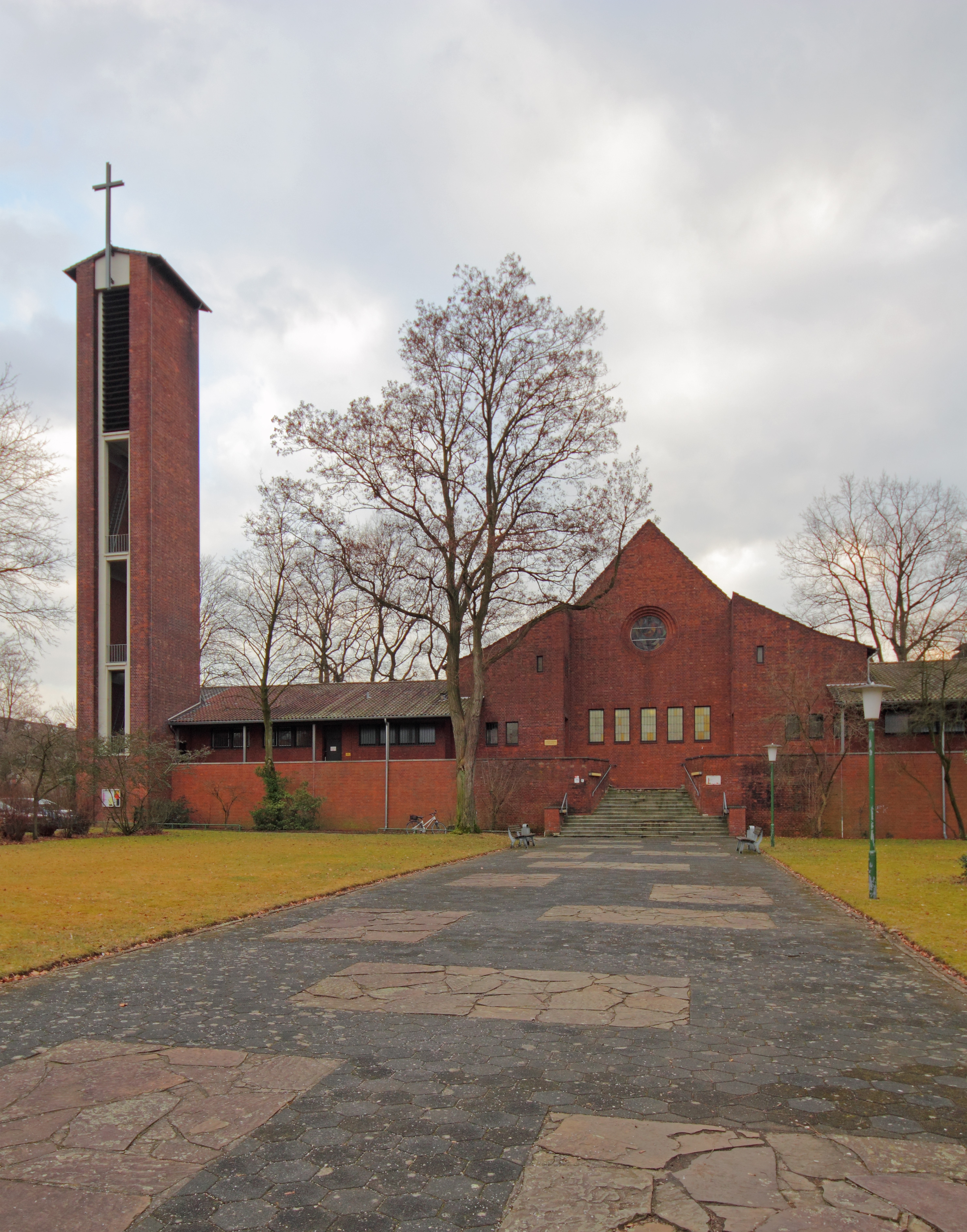
Johanneskirche

Die Johanneskirche war ein evangelisches Kirchengebäude im Leverkusener Stadtteil Manfort. Als eines der letzten Bauwerke aus dem „Notkirchenprogramm“, das in der Bundesrepublik nach dem Zweiten Weltkrieg aufgelegt worden war, hat der Architekt Otto Bartning die evangelische Kirche in Manfort geplant, die im März 1954 eingeweiht wurde und inzwischen unter Denkmalschutz steht. Sie war die Gottesdienststätte der gleichnamigen Gemeinde im Evangelischen Kirchenkreis Leverkusen (seit 2018 mit der Kirchengemeinde Leverkusen-Wiesdorf zur Kirchengemeinde Leverkusen-Mitte fusioniert). Am 29. November 2020 wurde die Johanneskirche entwidmet. Auf dem Gelände wird künftig ein Nachbarschaftszentrum mit Jugendtreff und einer Wohngruppe für Menschen mit Behinderung entstehen. Auch die bestehende Kindertagesstätte wird für bis zu 90 Kinder erweitert. Das Ganze soll Jahr 2022 fertig gestellt sein. Die Kirche an sich bleibt zum Großteil erhalten. Dazu zählen die Fassade, die Empore sowie die Kirchenfenster.

## Geschichte
Die Kirche wurde in den Jahren 1953–1954 nach Plänen von Otto Bartning errichtet.

## Orgel
Im Jahr 1956 baute die Firma Peter aus Köln ihr op. 93, eine zweimanualige Orgel ein, die 2010 durch die Firma Fasen grundlegend umgebaut und erweitert wurde.
Die aktuelle Disposition lautet:
| Hauptwerk C–g3 |       |
| Rohrpommer     | 16′   |
| Principal      | 8′    |
| Gemshorn       | 8′    |
| Gedackt        | 8′    |
| Octave         | 4′    |
| Nachthorn      | 4′    |
| Quinte         | 2 ⁄3′ |
| Superoctave    | 2′    |
| Mixtur 5f.     |       |
| Trompete       | 8′    |

| Schwellwerk C–g3 |    |
| Holzprincipal    | 8′ |
| Offenflöte       | 8′ |
| Salicional       | 8′ |
| Principal        | 4′ |
| Traversflöte     | 4′ |
| Flageolet        | 2′ |
| Sesquialtera 2f. |    |
| Scharff 4f.      |    |
| Rohrschalmey     | 8′ |
| Oboe             | 8′ |

| Pedal C–f1     |     |
| Principalbass  | 16′ |
| Subbass        | 16′ |
| Octavbass      | 8′  |
| Flötbass       | 8′  |
| Choralbass     | 4′  |
| Hintersatz 4f. |     |
| Posaune        | 16′ |
| Basstrompete   | 8′  |
| Clairon        | 4′  |

- Koppeln: II/I, I/P, II/P, Sub II/I, Sub II
- Spielhilfen: Tremulant für das Schwellwerk, Setzeranlage

Inzwischen wurde die Orgel ausgebaut und einer katholischen Kirche in Polen überlassen.